# Luigia Abbadia
Luigia Abbadia   (Gènova, 1821 - Milà, 1896) va ser una mezzosoprano italiana.

## Biografia
Filla del compositor Natale Abbadia, va estudiar amb el seu pare i va debutar a Sassari el 1836 a Semiramide de Rossini; el 1838 va cantar el paper d'Agnesa a la Beatrice di Tenda a Màntua de Bellini; després va fer gires per Itàlia i a l'estranger. Giovanni Pacini va compondre per a ella el paper principal de Saffo, interpretat a Nàpols el 1840 i Gaetano Donizetti el de Maria Padilla a l'òpera del mateix nom, interpretada el 1841 a Milà. També va ser una apreciada intèrpret verdiana i wagneriana. L'any 1870, després d'haver abandonat l'escenari, va dirigir una escola de cant a Milà, on va tenir alumnes de cantant que es van consolidar, com Giovanni Battista De Negri i Giuseppina Pasqua.

Mezzo-soprano que al llarg dels anys també va demostrar ser una soprano de l'agilitat, va ser immediatament elogiada pels seus contemporanis:
| « | "Aquesta estudiant, diríem, d'ella mateixa, la mai lloada Abbadia, presumeix, entre les seves prerrogatives, la d'escoltar en a el que diu és singular; de saber donar el color necessari a les passions que aprèn a perfilar; saber interpretar perfectament els conceptes de mestres i poetes; molt diferent de molts dels seus companys, que s'acontenten amb cantar, i que, quasi per menyspreu de l'art, descuiden completament la part dramàtica, tan essencial avui dia." | » |

L'erudit Giovanni Prati li va dedicar un poema el 1844:
```
«[…] Que cantis la cançó
què està esperant la gent!
I en aquella competició sublim
recolliràs corones
que no floriria en el lliure
Sol de l'època grega!»
```

(Giovanni Prati, A Luigia Abbadia, 1844)

## Rols creats
- Rovena a Il templario de Nicolai (11 de febrer de 1840, Torí)
- La Julieta de Kelbar a Un giorno di regno de Verdi (5 de setembre de 1840, Milà)
- Lisa a La pagesa de Il contadino d'Agliate (4 d'octubre de 1841, Milà)
- Delight a Corrado d'Altamura de Ricci (16 de novembre de 1841, Milà)
- Ines Padilla a Maria Padilla de Donizetti (26 de desembre de 1841, Milà)
- El paper principal a Leonora de' Medici de Giulio Briccialdi (12 d'agost de 1855, Milà)